# 허니팟

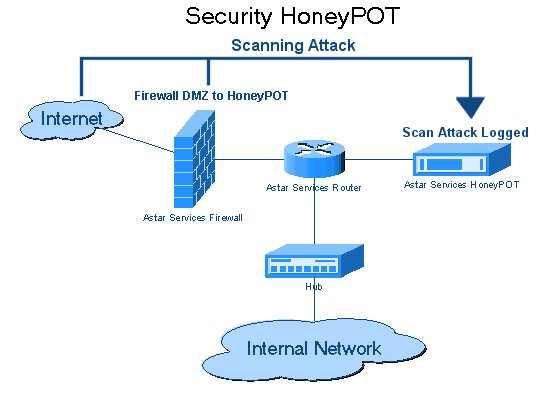
정보시스템 허니팟의 다이어그램

허니팟(honeypot) 또는 허니 포트(honey pot)는 비정상적인 접근을 탐지하기 위해 의도적으로 설치해 둔 시스템 또는 '공격자에게 노출되는 거짓 자원'을 의미한다. 예를 들어, 네트워크 상에 특정 컴퓨터를 연결해 두고 해당 컴퓨터에 중요한 정보가 있는 것처럼 꾸며두면, 공격자가 해당 컴퓨터를 크래킹하기 위해 시도하는 것을 탐지할 수 있다.
허니팟은 네트워크에 공격이 있는지를 알아채는 도구로 사용할 수 있으며, 또한 스팸 메일과 같이 기계적인 공격의 패턴을 파악하는 데에도 사용할 수 있다.

## 허니 포트 전략
허니 포트(honey pot)는 크래커의 공격에 의한 사이버 테러를 방지하는 신기술. 크래커를 유인하여 프로그램 침입이 성공한 것처럼 속임으로써 공격에 대응할 수 있는 시간을 확보하고 정보를 수집한다. 이러한 전략적 접근은 방어와 공격을 동시에 수행할 수 있다는 점에서 시사하는 바가 크다.

## 같이 보기
- 방화벽
- 좀비 피시
- 클라이언트 허니팟

## 참고 사이트
- ZDNet Korea - 달콤한 가상 허니넷, 침입탐지에 특효약
- Classification of botnet attacks in IoT smart factory using honeypot combined with machine learning - 침입방지 머신러닝에 실제 응용한 허니팟